# Goryphus tuberculatus
Goryphus tuberculatus är en stekelart som beskrevs av Tohru Uchida 1932. Goryphus tuberculatus ingår i släktet Goryphus och familjen brokparasitsteklar. Inga underarter finns listade i Catalogue of Life.